# リリーのおもかげ
「リリーのおもかげ」（Pictures of Lily）は、イギリスのロックバンド、ザ・フーの楽曲。1967年にシングルリリースされた。作詞・作曲はピート・タウンゼント。オリジナル・アルバム未収録曲。

## 解説
1967年4月5日にロンドンのIBCスタジオおよびパイ・スタジオにて、シングルB面に収録された「ドクター・ドクター」と共に1日で録音、ミキシングされた。
曲調はバラードだが、歌詞は「不眠症に悩む少年が父親に相談して、リリーという女性が写った写真をもらって元気を取り戻すが、同時にリリーに恋をしてしまう」という内容である。作者のタウンゼントは、この曲を書いたきっかけについて「ガールフレンドの家の壁にヴォードヴィル界のスター、リリー・ベイリス（Lily Bayliss）の古いポストカード写真が貼られているのを見て思いついた」と述べ、「少年が皆通り過ぎるピンナップ写真を持っていた時期を振り返った歌だ」としている。ジョン・エントウィッスルは「これはマスターベーションの歌だ。タウンゼントがいつもしてきた事を歌にしているんだ」と説明している。
イギリスでは同年4月21日に、マネージャーのランバートとクリス・スタンプが前年に設立したトラック・レコードに移籍後の第一弾シングルとして発表され、シングル・チャートの4位まで上昇した。アメリカでは同年6月24日にデッカ・レコードから発表されたが、最高位51位と奮わなかった。

## ミュージック・ビデオ
前作シングル曲「ハッピー・ジャック」と同様、本曲にもミュージック・ビデオが製作されている。映像はモノクロ。VHS作品集『フーズ・ベター・フーズ・ベスト』（1988年）、一部がドキュメンタリー映画『キッズ・アー・オールライト』（1979年）に収録された。

## カヴァー
- デヴィッド・ボウイ - ザ・フーのトリビュート・アルバム『サブスティテュート〜ザ・ソングス・オブ・ザ・フー』（2001年）に収録[12]。